# 佐波村 (山口県)
佐波村（さばそん）は、山口県佐波郡にあった村。現在の防府市中心部の北半にあたる。

## 地理
- 山岳：天神山
- 河川：佐波川

## 歴史
- 1889年（明治22年）4月1日 - 町村制の施行により、東佐波令村・宮市町・西佐波令村の区域をもって発足。
- 1902年（明治35年）1月1日 - 三田尻村と合併して防府町が発足。同日佐波村廃止。

## 交通

### 道路
現在は旧村域を山陽自動車道が通過するが、当時は未開通。